# Polizeiruf 110: Er sollte tot
Er sollte tot ist ein Fernsehfilm aus der Krimireihe Polizeiruf 110. Der für den Bayerischen Rundfunk (BR) unter der Regie von Dominik Graf produzierte Film wurde am 6. August 2006 erstgesendet. Es ist die 277. Folge innerhalb der Filmreihe Polizeiruf 110 und der vierzehnte Fall für Kriminalhauptkommissar Jürgen Tauber. Für seine Kollegin Kriminalhauptkommissarin Jo Obermaier ist es der elfte Fall.

## Handlung
Kriminalhauptkommissar Jürgen Tauber trifft sich mit seinem früheren Chef Kruppke in Erding zu einer Partie Billard. Während ihres Spiels erreicht Kruppke die Nachricht, dass die Leiche von Johannes Waller in Erding aufgefunden wurde. Umgehend fährt Kruppke gemeinsam mit Tauber zum Tatort. Der einsame alte Mann wurde in seinem Haus erschlagen. Der Verdacht fällt schnell auf die Prostituierte Maria Lorenz. Durch fleißige Recherchen finden Tauber und Obermaier heraus, dass Lorenz regelmäßig einsame Männer über Bekanntschaftsanzeigen kontaktiert hatte, um sie dann mit vorgeblichen Geldnöten um ihre Ersparnisse zu bringen. Auch Johannes Waller hatte sie so um hohe Geldbeträge erleichtert.
Normalerweise gab es bei ihren männlichen Kunden nie Probleme, wenn sie ihnen Hilfe im Haushalt oder bei der Pflege anbot. Sie zeigten sich von ganz allein erkenntlich, aber der alte Johannes Waller hegte Misstrauen und weigerte sich.
Maria Lorenz wird nun tagelang verhört und das enthüllt am Ende die ganze Geschichte um einen Mord aus Habgier und Zukunftsangst, die aus dem ständig wachsenden Druck ihres Zuhälters herrührte. Bisher musste sie das Geld zum großen Teil an ihre Zuhälter abgeben. Tat sie das nicht, wurde sie geschlagen oder auch gefoltert. Nach wechselnden Zuhältern geriet sie nach Kalle Witte am Ende an Bernie Reichel. Dieser drängte sie massiv endlich bei Johannes Waller einen Erfolg vorzuweisen und ihm sein ganzes Geld abzunehmen. Dazu sollte sie sich jemanden suchen, der den Rentner umbringt. So nahm sie Kontakt zu einem Klaus Matthes auf, der für 25.000 Euro Waller umbringen wollte und es dann auch tat.
Matthes wird aufgrund von Lorenz’ Aussage festgenommen und verhört. Faserspuren am Tatort stimmen mit Proben von Matthes überein, weshalb er in Haft genommen wird. Die Tat selber leugnet er. Auch Bernie Reichel wird inhaftiert, aber auch er leugnet.
Im Lauf der Verhöre unternimmt Maria in ihrer Zelle einen Selbstmordversuch, was Tauber zeigt, dass er noch vorsichtiger mit ihr umgehen muss. Tauber ist so auch klar, warum Maria bei Reichel blieb und weiter für ihn „anschaffte“, obwohl er sie schlecht behandelt hatte. Im Grunde hindert sie ihre Sensibilität, selber etwas für sich zu entscheiden. Zudem hoffte sie immer, sich mit dem Geld der Rentner freikaufen zu können.
Am Abend des Mordes fuhr sie gemeinsam mit Klaus Matthes zu Johannes Waller. Während sie ins Haus ging, blieb Matthes draußen und wartete, bis sie ein Fenster öffnete. So drang er in das Zimmer des Rentners und erschlug ihn. Maria konnte es nicht mitansehen und rannte davon.
Am Ende des Verhörs sagt Maria: „Ich kann mir gar nicht vorstellen, dass ich das war…“, worauf Tauber antwortete: „Warst Du aber!“
Maria Lorenz wurde zu zehn Jahren Gefängnis verurteilt. Matthes und Reichel zu jeweils lebenslangen Haftstrafen. Erst vor Gericht hatten sich beide zu ihrer Schuld bekannt.

## Hintergrund
Der Film entstand nach einem wahren Fall, der sich in Schleswig-Holstein ereignet hatte und im Polizeiruf nach München verlegt wurde. Er wird zum Porträt einer jungen Frau, die in ihrer Welt gefangen ist und die nie so etwas wie Selbstverantwortlichkeit und Moral gelernt hat. Drehbuchautor Rolf Basedow stützte sich bei seiner Arbeit auf die Originalprotokolle, in denen immer wieder abgebrochene Sätze wie er musste tot … und er sollte tot … vorkamen. Solche unvollständigen Sätze deuten auf Angst und Verzweiflung.

## Kritik
„Dominik Graf führt, mit freundlicher Hilfe seines Autors Rolf Basedow, einen Kosmos vor, in dem viel Geld gegeben wird für ein paar gute Worte, fern von jedweder Selbstbestimmtheit. Edgar Selge ist – ja, schon wieder – schlicht brillant in seiner feinen Verstörtheit, die 19-jährige Rosalie Thomass ist ihm eine verblüffend intensive Partnerin.“

Rainer Tittelbach von tittelbach.tv wertet anerkennend: „Der Film, dem es ebenso gelingt, aus der mit Rückblenden durchsetzten Vernehmung, Interesse an diesem seltsamen ‚Früchtchen‘ [Maria Lorenz] zu wecken und zugleich sehr viel Spannung aufzubauen, ist entstanden nach einem wahren Fall. […][Es] entsteht ein Bild von einer Frau, die gefangen ist in ihrer Welt. Eine Frau, deren Lebensweg sie vom Heim direkt ins Bordell führte, die kein Unrechtsempfinden zu besitzen scheint, die nie so etwas wie Selbstverantwortlichkeit und Moral gelernt hat. Stets ist es eine höhere Instanz, die befiehlt.[…] Mit präzisen, knappen Dialogen brillieren die Schauspieler und immer wieder blitzt eine dezente, zu den Figuren passende Ironie auf in diesem Kammerspiel, das Graf mit einem unglaublichen Gespür für die Spielarten der Montage veredelt. So wie sich die vermeintliche Mörderin fast ohne Gegenwehr in den Sumpf einer garstigen Wirklichkeit hineinziehen lässt, so bleibt auch dem Zuschauer bei diesem unkonventionellen Krimi nichts anderes übrig, als sich dem suggestiven Sog des Films zu ergeben.“
Die Kritiker der Fernsehzeitschrift TV Spielfilm vergaben die bestmögliche Wertung (Daumen nach oben) und schrieben: „Sensibles, spannendes Krimi-Highlight“.

### Auszeichnungen
- 2006: Fernsehfilmfestival Baden-Baden – Nominierung als Bester deutscher Fernsehfilm
- 2006: Fernsehfilmfestival Baden-Baden – Sonderpreis für das Drehbuch an Rolf Basedow
- 2006: Deutscher Fernsehpreis – Nominierung für Rolf Basedow in der Kategorie Bestes Buch Fernsehfilm
- 2006: Deutscher Fernsehpreis – Förderpreis für Rosalie Thomass
- 2006: Förderpreis Deutscher Film für Rosalie Thomass[5]
- 2007: Adolf-Grimme-Preis in der Kategorie Fiktion.[6] Für Rolf Basedow (Buch), Dominik Graf (Regie), Edgar Selge (Darstellung) und Rosalie Thomass (Darstellung)[1]
- 2007: Bayerischer Fernsehpreis – Nachwuchsförderpreis der LfA Förderbank Bayern für Rosalie Thomass
- 2007: Bayerischer Fernsehpreis – Nominierungen für Michaela May und Edgar Selge in der Kategorie Serien und Reihen[7]